# Серебряково (Кемеровская область)
Серебряково — деревня в Тисульском районе Кемеровской области. Входит в состав Серебряковского сельского поселения.

## География
Центральная часть населённого пункта расположена на высоте 279 метров над уровнем моря.

## Население
По данным Всероссийской переписи населения 2010 года, в деревне Серебряково проживает 640 человек (323 мужчины, 317 женщин).